# Hollie Stevens
Hollie Stevens (Kansas City, 4 de enero de 1982 - San Francisco, 3 de julio de 2012) fue una actriz pornográfica, modelo y escritora. Era considerada una pionera en el género pornográfico conocido como Porn clown, en el que se muestra a los actores disfrazados de payaso.
Debutó en 2000 como bailarina protagonista, con el nombre de Holly Wood y comenzó su carrera en la industria pornográfica en 2003, apareciendo en más de 180 producciones. Su primera escena tuvo lugar con Bridgette Kerkove y Joel Lawrence en Mirror Image para la productora Sin City. Fue una escritora y modelo para la revista Girls & Corpses. También apareció en la película de terror independiente Noirland, dirigida por Ramzi Abed. Stevens también era una DJ, una manipuladora de directo visual, una atleta de kickboxing, una artista y una pintora.
En 2011 fue diagnosticada de cáncer de pecho y en agosto de 2011 se sometió a una mastectomía. En junio de 2012 se casó con su compañero, el comediante y actor Eric Cash; ese mismo mes anunció que el cáncer se había metastasizado a su cerebro. Murió el 3 de julio de 2012 en San Francisco.

## Premios
- Premio AVN en 2004 a la Mejor escena de sexo lésbico en grupo por The Violation of Jessica Darlin.[11]